# خط الخلافة

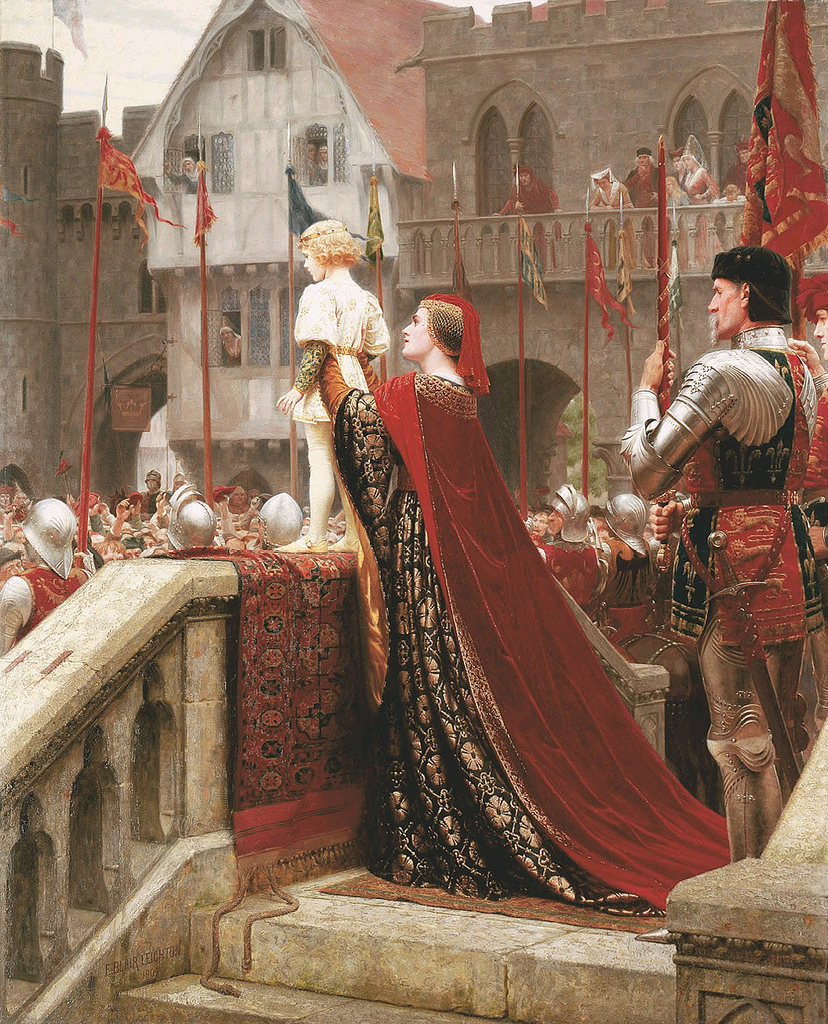

في ترتيب الخلافة هو تسلسل الجهات التي يحق لها ملئ منصب رفيع مثل رئيس الدولة أو شرف مثل لقب من ألقاب النبلاء في ترتيب صفي بحيث يؤهله لملئ المنصب عندما يصبح شاغراً. يمكن تنظيم هذا التسلسل من خلال النسب أو التشريع.